# Volvo 244 « Blue Star »
 (février 2025).
Si vous disposez d'ouvrages ou d'articles de référence ou si vous connaissez des sites web de qualité traitant du thème abordé ici, merci de compléter l'article en donnant les références utiles à sa vérifiabilité et en les liant à la section « Notes et références ».
La Volvo 244 Blue Star est née en 1978. Il s'agit d'une Volvo 244DL dotée de quelques équipements réservés à la version GL. Elle était réservée aux marchés français, du Benelux et de la Scandinavie,. Une version légèrement différente a été proposée au marché allemand sous l'appellation 244 DLC.
En effet, dès 1978, Volvo a opéré une amélioration de ses séries 240 et 260, en offrant une calandre à feux carrés à l'avant. Auparavant, bien que des modifications substantielles aient été opérées au châssis, la carrosserie était l'héritière directe des séries 140 nées en 1967, soit 9 ans plus tôt.
Le modèle 242 (berline 2 portes) était proposé en versions L et DL, et que les modèles 244 (berline 4 portes) et 245 (break 5 portes) étaient proposés en versions L, DL et GL.
Les versions L se distinguaient principalement par le moteur : le B19A, d'une cylindrée de 1 986 cm3, à un carburateur, et développant 66 kW. L'équipement intérieur était spartiate.
Les versions DL concernent également principalement le moteur : B21A, d'une cylindrée de 2 127 cm3, à un carburateur, et développant 74 kW. L'équipement intérieur est amélioré avec la présence d'une montre, de vide-poches supplémentaires…
Les versions GL concernent non seulement un moteur plus puissant, le B21E, d'une cylindrée de 2 127 cm3, à injection, développant 90 kW, mais également l'équipement : sièges en cuir, compte-tours, jantes plus larges, direction assistée, et « overdrive » sur la 4e vitesse.
Volvo a décidé de terminer la vie de la 244 de première version en créant un modèle intermédiaire entre la version DL et GL. Si la motorisation demeure celle de la version DL, l'équipement est celui de la DL avec les améliorations suivantes :
- Peinture bleu clair métallisée (la même était auparavant utilisée pour les 265 GL)
- Compte-tours
- Revêtement de sièges en velours bleu
- Aération « style GL », commandes pneumatiques
- Essuie-glace à fonctionnement intermittent
- Ceintures de sécurité arrière
- Volant « style GL »
- Jantes « style GL »
- Miroir de courtoisie dans le vide-poche
- Vide-poche éclairé
- Rappel de témoin de ceinture de sécurité à l'arrière

La Blue Star a été fabriquée à une centaine d'exemplaires dans le Benelux. Il en demeure une dizaine en circulation.
À noter que la version « Blue Star » a été commercialisée en Allemagne et dans les pays nordiques sous l'appellation 244 DLS. La boîte de vitesses était systématiquement dotée d'un « overdrive » Laycock-de-Normanville (M46) alors que ceci était une option sur le modèle commercialisé dans le Benelux, où elle était commercialisée dotée d'une boîte à quatre rapports (M45).